# Fereastră de fum
Fereastră de fum se numește un dispozitiv de evacuarea fumului și gazelor fierbinți, sau de aport de aer, integrat într-un element de construcție care separă interiorul de exteriorul unei clădiri, folosit în procesul de desfumare. Acest element de construcție prezintă un unghi mai mic de 30° față de verticală.